# شيموس أوكونور
شيموس أوكونور (بالإنجليزية: Seamus O'Connor)‏ هو متزلج على الثلوج أمريكي، ولد في 4 أكتوبر 1997 في سان دييغو في الولايات المتحدة.

## وصلات خارجية
- شيموس أوكونور على موقع الاتحاد الدولي للتزلج (ركوب لوح الثلج) (الإنجليزية)
- شيموس أوكونور على موقع اللجنة الأولمبية الدولية (الإنجليزية)
- شيموس أوكونور على موقع أوليمبيديا (الإنجليزية)
- شيموس أوكونور على موقع ألعاب إكس (مؤرشف) (الإنجليزية)